# Tony Middleton
Antony „Tony“ Middleton (* 26. Juni 1934 in Richmond (Virginia); † 7. Februar 2024) war ein US-amerikanischer Jazz-, Rhythm-&-Blues- und Soul-Sänger.

## Leben und Wirken
Middleton wuchs in Richmond, Virginia, auf; Mitte der 1950er-Jahre, als er noch Teenager war, zog er mit seiner Mutter nach New York City. Zunächst betätigte er sich als Sportler und boxte bis in seine frühen Zwanziger als Amateur. 1952 trat er der Doo-Wop-Gruppe The Willows bei, die vor 1954 als „The Five Willows“ bekannt war. Bald wurde er deren Leadsänger, nahm mit ihnen eine Reihe von Singles wie „Church Bells May Ring“, „My Dear Dearest Darling“, „Dolores“, „White Cliffs of Dover“, „Let’s Fall in Love“ und „Say Yeah“ auf und trat mit ihnen auf, bis er Ende 1957 eine Solokarriere startete. Als Gastvokalist wirkte er 1959 bei King Curtis’ LP Didn’t He Play mit.
Middleton spielte als Sänger mehr als 30 Singles ein, darunter „I Need You“ (1960), „To the Ends of the Earth“ und „Paris Blues“ (Mala, 1966); daneben nahm er auch viele weitere Demos und Jingles auf. Er hat in mehreren Broadway-Musicals mitgewirkt, darunter die Hauptrolle in Cabin in the Sky und Hauptrollen in Purlie und Porgy and Bess Später lebte er mehrere Jahre lang in Paris und trat in Europa im Jazzbereich auf. So war er die Zweitbesetzung von Sammy Davis Jr. in der europäischen Inszenierung von Free and Easy. Bei Aufführungen in New York im City Center und Wolftrap trat er mit den Alvin Ailey Dancers auf; auch sang er die „Mary Lou Williams’s Mass“ und war einer der Headliner im Lincoln Center bei der Hommage zum 55. Todestag Charlie Parkers.
Middleton ist weiterhin mit der Musik von Burt Bacharach, Quincy Jones und Cy Coleman aufgetreten. Gemeinsam mit Smokey Robinson and the Miracles, Big Maybelle und Slappy White trat er im Apollo Theater auf. Außerdem konzertierte er mit Cissy Houston, Nell Carter und Della Reese. Er nahm den Song „Don’t Ever Leave Me“ auf, geschrieben und produziert von Burt Bacharach, der eine Grammy-Nominierung erhielt. 1979 legte er mit dem Pianisten Ellis Larkins das Album Swingin’ for Hamp (Concord) vor. Neben dem Broadway umfasste Middletons Karriere auch Fernsehen, Film und Nachtlubauftritte im In- und Ausland. Auch wirkte er in den Filmen Eva (1962) von Joseph Losey, Die offizielle Geschichte (1985) von Luis Puenzo und La nona (1979) von Héctor Olivera mit.
Seine Stimme wird mit der von Joe Williams, Arthur Prysock, Lou Rawls und Ray Charles verglichen und doch ist sein Stimmumfang mit seinen tiefen und sinnlichen Tönen komplexer, hieß es in All About Jazz.